# Phyllostegia velutina
Phyllostegia velutina är en kransblommig växtart som först beskrevs av Earl Edward Sherff, och fick sitt nu gällande namn av Harold St.John. Phyllostegia velutina ingår i släktet Phyllostegia och familjen kransblommiga växter. Inga underarter finns listade i Catalogue of Life.